# Megaco
Megaco lub Gateway Control Protocol, znany również jako standard ITU-T H.248, to protokół sygnalizacyjny stosowany w sieciach VoIP między bramą MGW (Media Gateway) a kontrolerem bramy (Media Gateway Controller).
W protokole tym częścią inteligentną jest MGC natomiast MGW wykonuje polecenia takie jak ustawianie stanów portów POTS, generowanie Ring Tone czy Back Ring Tone. 
Media Gateway Controler okresowo sprawdza stan MG przez wysyłanie AuditValue.

Protokół Megaco jest bardzo szeroko wykorzystywany w komercyjnych produktach przemysłowych (np. firmy Nokia Siemens Networks).